# ウィンディシティ・サンダーボルツ
ウィンディシティ・サンダーボルツ（Windy City ThunderBolts）は、プロ野球独立リーグのフロンティアリーグ（東地区）に加盟している野球チーム。本拠地は、アメリカ合衆国イリノイ州クレストウッド。

## 概要
1995年にウィルカウンティ・クロウズ（Will County Claws）として創設され、独立リーグのノース・セントラル・リーグに加盟。
1996年、ハートランド・リーグに移籍し、チーム名をウィルカウンティ・チーターズ（Will County Cheetahs）に変更。
1998年、本拠地変更に伴い、チーム名をクックカウンティ・チーターズ（Cook County Cheetahs）に変更。同年、解散が決定していたハートランド・リーグ最後のリーグ優勝を果たす。
1999年、フロンティア・リーグに移籍。
2004年、チーム名を現在のものに変更。
2007年、2008年と2シーズン連続でリーグ優勝を果たした。

## 主な所属選手
- アンディ・アティング（1999 – 2000、元：徳島インディゴソックス）
- クリス・オクスプリング（2000、元：阪神タイガース）
- 長坂秀樹（2002）
- アンソニー・セラテリ (2006、元：埼玉西武ライオンズ)
- アンドリュー・ワーナー (2010)
- マルクス・ソルバック (2013 - 2014、第3回WBCドイツ代表)
- トミー・ナンス（英語版） (2015、マイアミ・マーリンズ)
- 福原大生（2019、元：福島レッドホープス）